# ویلم گوپلود فون لوبسدورف
ویلم گوپلود فون لوبسدورف (چکی: Vilém Goppold von Lobsdorf؛ ۲۷ مه ۱۸۶۹ – ۱۲ ژوئن ۱۹۴۳) شمشیرباز اهل بوهم بود.
وی در مسابقات کشوری و بین‌المللی در مجموع برندهٔ ۲ مدال برنز شده‌است.